# Castell d'Esparreguera (Esparreguera)
Castell d'Esparreguera és una construcció del municipi d'Esparreguera (Baix Llobregat) del segle X situada per sobre del camí d'accés a Santa Maria del Puig. Actualment està en gran part enrunat i cobert de vegetació i la seva catalogació és de jaciment arqueològic.
És declarada bé cultural d'interès nacional.

## Descripció
Restes situades a la dreta del Llobregat, a la sortida del congost del Cairat, al lloc del dipòsit de la colònia Sedó, al sud de Santa Maria del Puig, separada d'aquesta pel torrent del Puig, un declivi de terreny que se salva sense massa dificultats, prop de la desembocadura del riu Llobregat.
El Castell d'Esparreguera dominava per un costat el riu Llobregat, i per l'altre el camí que anava a Monistrol. Les úniques restes visibles del castell són un mur i una volta.
Respecte al mur és possible que es tracti de l'antiga muralla del castell, però les seves restes van ser destruïdes quan hom bastí en el segle XX el dipòsit d'aigua de la fàbrica Sedó, situada a sota del mateix.
El mur és tot ell bastit amb unes belles carreuades romàniques, amb carreus de mida petita i mitjana i de forma rectangular en la seva cara exterior, en una modalitat molt característica del primer romànic. Fa uns 4 metres de llarg i 0,9 metres de gruix. Destaca la seva similitud amb la muralla del castell d'Eramprunyà.
El mur evidencia una reforma substancial del castell que sembla que es podria datar cap a mitjan segle xi; aleshores es podria atribuir a Bernat de Gurb o algun dels seus successors immediats.

## Història
El primer esment d'Esparreguera és del 899. En donen notícia el pare Ribas i el pare Pasqual, en una escriptura de donació d'unes vinyes al monestir de Santa Cecília de Montserrat, situades "als confins del castell de Guàrdia, prop d'Esparreguera". Evidentment, aquest castell havia de ser l'actual castell d'Esparreguera.
El castell és esmentat el 963, quan Sança feu donació al monestir de Santa Cecília de l'església de Santa Coloma, del terme del castell d'Esparreguera.
Quan es va reconquerir el sector després de l'expedició de l'expedició d'Almansor, el comte Borrell II assignà l'indret a Berenguer d'Esparreguera, per tal que bastís un castell (any 985 o poc després). Berenguer devia construir el castell vora el marge dret del Llobregat, sobre el Puig, lloc idoni per a vigilar les incursions dels sarraïns del cantó del Penedès. Aleshores hi havia població al lloc conegut com la Gorgonçana; i a l'extrem nord-est del terme ja hi hauria el castell més tard anomenat "de les Espases", també inclòs en la senyoria del mateix Berenguer, la senyoria dels castells de les Espases i Esparreguera o la dels castells d'Esparreguera i les Espases, a partir de la fi del segle xii.
L'any 1188 era senyor d'Esparreguera en Ramon de Guàrdia, qui deixà el castell en testament a Guillem de Claramunt. L'any 1229 el castell passà a mans dels vescomtes de Cardona, a través de Guillem de Cardona que va esdevenir senyor del castell d'Esparreguera i de les Espases.
Bernat de Sitjar, fill de Pere de Sitjar (comprador el 1304), en feu venda als Sacosta l'any 1308. Aquests el vengueren a Ramon de Tous, qui, al seu torn, el vengué l'any 1351 al prior de Montserrat, Jaume de Vivers, darrera senyoria exercida sobre la fortalesa. La baronia d'Esparreguera s'extingí durant el govern de l'abat Domènec Filgueira. El cop mortal per al castell esdevingué l'any 1812 amb l'abolició dels drets senyorials. El monestir el conservà fins a la desamortització de Mendizábal de 1836.